# Aricia posticoobsoleta
Aricia posticoobsoleta är en fjärilsart som beskrevs av Tutt 1912. Aricia posticoobsoleta ingår i släktet Aricia och familjen juvelvingar. Inga underarter finns listade i Catalogue of Life.